# Vankor
Vankor est un gisement d'hydrocarbures situé en Russie dans le kraï de Krasnoïarsk dans le raïon de Touroukhansk, à 130 km à l'ouest d'Igarka. Les réserves sont estimées à environ 220 millions de tonnes de pétrole brut et à près de 90 milliards de mètres cubes de gaz.

## Histoire
Le champ pétrolifère de Vankor a été découvert  en 1988. Son exploitation doit débuter en 2008 grâce à un oléoduc allant jusqu'à Dikson, sur la mer de Kara.
En mars 2016, Rosneft vend une participation de 35 % dans le gisement de Vankor à ONGC, Oil India, Indian Oil et Bharat Petroleum.